# Atari
Atari er en virksomhed, som var førende inden for elektroniske spil i 1970'erne og 1980'erne. Atari's første elektroniske spil var deres "ping pong" maskine men senere lavede de en revolutionerende maskine, hvor man skulle købe spillene ved siden af (Atari 2600). Det var ikke en succes i starten, men blev senere en kæmpe succes.[kilde mangler] Senere fik Atari stor konkurrence af bl.a. Nintendo og Sega, for bare at nævne 2 af de 13 konkurrenter. Senere tabte Atari kampen mod Nintendo og Sega med deres Atari Jaguar.[kilde mangler]
Atari udviklede også personlige computere baseret på Motorolas 68000 CPU. Den første var Atari 65XE og senere Atari ST
Firmaet findes stadigvæk og laver spil.
Den 31. maj 2011 blev det annonceret, at Atari havde solgt Cryptic Studios til Perfect World for over 50 millioner $.